# Герб Шахтарського району
Герб Шахта́рського райо́ну — офіційний символ Шахтарського району Донецької області, затверджений сесією Шахтарської районної ради.

## Опис герба
Герб — офіційна емблема району, є геральдичним щитом у формі корони, з двома симетричними виїмками у верхній її частині. Зліва і справа щит-корона обрамлений пшеничним колоссям, яке ніби росте з кукурудзяних стебел.
Нижнє перехоплення стебел прикривається злегка приспущеною, з вигинами, стрічкою жовто-блакитного кольору з написом «Шахтарський район». Верхня частина щита небесно-блакитного кольору з контурами білястих хмар. Нижня — зеленого кольору із злегка виділеними борознами і силуетом трактора. З краю щита виходить частина суцвіття соняшника з жовтим листям і контурне зображення в темному кольорі елементів меморіального комплексу «Савур-Могила» (статуя воїна-переможця і стела з тіньовим відображенням).